# Ave María (Bach/Gounod)
El Ave María de Bach/Gounod es una composición sobre el texto en latín Avemaría publicado originalmente en 1853 con la Méditation sur le Premier Prélude de Piano de S. Bach. La pieza consiste en una melodía del compositor romántico francés Charles Gounod, especialmente diseñada para ser superpuesta sobre el Preludio n.º 1 en do mayor, BWV 846, del Libro I de J. S. Bach, El clave bien temperado, escrito 137 años antes.

## Historia
Gounod improvisó la melodía, y su futuro suegro, Pierre Joseph Guillaume Zimmermann transcribió la improvisación y en 1853 hizo un arreglo para violín (o violonchelo) con piano y Armonio. Ese mismo año apareció con la letra del poema de Alphonse de Lamartine Le livre de la vie (El libro de la vida). En 1859 Jacques Léopold Heugel publicó una versión con el texto habitual en latín. La versión del preludio de Bach utilizado por Gounod incluye el "compás Schwencke" (m.23), un compás aparentemente añadido por Christian Friedrich Gottlieb Schwencke en un intento de corregir lo que él consideraba una progresión "defectuosa", aunque este tipo de progresión era estándar en la música de Bach.
Junto al Ave María de Schubert o de Jacques Offenbach, el Ave María de Bach-Gounod se ha convertido en un fijo en las misas de bodas, funerales y fiestas de quince años. Hay muy diferentes arreglos instrumentales para violín y guitarra, cuarteto de cuerda, solos de piano, violonchelo, y sobre todo trombones. Cantantes de ópera, como Luciano Pavarotti, así como coros la han grabado centenares de veces durante el siglo XX.
Posteriormente Gounod compuso otro Ave María, sin relación con este, para un coro SATB de cuatro partes.